# إيناس بنت سليمان العيسى
إيناس بنت سليمان العيسى أكاديمية سعودية متخصصة في علم التشريح والأحياء العصبية، تشغل منصب نائب وزير التعليم من 8 مايو 2025م، كما تشغل منصب مديرة جامعة الأميرة نورة بنت عبد الرحمن منذ شهر مارس عام 2019م،  وشغلت قبل ذلك كثير من المناصب من بينها منصب وكيلة جامعة الملك سعود لشؤون الطالبات. وهي حاصلة على عدد من الجوائز من أبزها: جائزة التميز العلمي في مجال أبحاث الرعاية الصحية من جامعة هارفرد الأمريكية عام 2007م.

## العائلة
هي ابنة الإعلامي والمذيع السعودي الراحل سليمان العيسى.

## التعليم
- حاصلة على درجة الدكتوراه في علم التشريح والأحياء العصبية من كلية الطب في جامعة دالهاوسي هاليفاكس الكندية عام 2004م.
- حاصلة على درجة الماجستير في العلاج الطبيعي من جامعة دالهاوسي هاليفاكس الكندية عام 1999م.
- حاصلة على درجة البكالوريوس في علم التأهيل الصحي من كلية العلوم الطبية التطبيقية في جامعة الملك سعود في الرياض عام 1996م.[4]

## العمل والعضويات
- صدر أمر ملكي بتعيينها نائبًا لوزير التعليم بالمرتبة الممتازة في 8 مايو 2025م.[5]
- مديرة جامعة الأميرة نورة بنت عبد الرحمن من مارس عام 2019م (رجب 1440هـ).[6]
- شغلت منصب وكيلة جامعة الملك سعود لشؤون الطالبات وهي على درجة أستاذ دكتور بقسم علوم التأهيل الصحي في جامعة الملك سعود، واستشاري التأهيل الصحي.
- عميدة أقسام العلوم والدراسات الطبية في جامعة الملك سعود من عام 2011م إلى عام 2015م.[7]
- تولت منصب مساعد وكيل الجامعة للشؤون التعليمية والأكاديمية في جامعة الملك سعود من عام 2010م إلى عام 2014م.
- مستشار مدير جامعة الملك سعود من عام 2011م إلى عام 2012م.
- وكيل عمادة أقسام العلوم والدراسات الطبية في جامعة الملك سعود من عام 2009م إلى عام 2011م.
- وكيلة كلية التمريض في جامعة الملك سعود من عام 2007م إلى عام 2009م.
- رئيسة الفريق التأسيسي للمرصد الوطني لمشاركة المرأة في التنمية في جامعة الملك سعود.[8]

### العضويات
- عضو مجلس إدارة هيئة تقويم التعليم والتدريب في السعودية من عام 2016م.[9][10]
- عضو مجلس شؤون الجامعات السعودية.
- عضو مجلس إدارة دارة الملك عبد العزيز.
- عضو مجلس إدارة مدينة الملك عبد العزيز للعلوم والتقنية.
- عضو هيئة جائزة الملك سلمان العالمية الأبحاث الإعاقة.
- عضو اللجنة الوطنية لمكافحة المخدرات.
- عضو مجلس إدارة الاتحاد الرياضي للجامعات السعودية.
- عضو اللجنة التوجيهية للمرصد الوطني للعمل.[2]
- عضو مجلس إدارة مكتبة الملك عبد العزيز العامة.
- عضو أمانة جائزة الملك خالد.
- عضو أمناء جائزة الأمير فيصل بن بندر بن عبد العزيز للتميز والإبداع.
- عضو المجلس الأعلى لجامعة نايف العربية للعلوم الأمنية.
- عضو اللجنة الاشرافية لبرنامج خادم الحرمين الشريفين للابتعاث الخارجي.[11]

## الجوائز
- جائزة التفوق العلمي من جامعة الملك سعود عام 1995م.[12]
- جائزة التميز العلمي في مجال أبحاث الرعاية الصحية من جامعة هارفرد الأمريكية عام 2007م.
- جائزة بعثة التعاون البحثي من جامعة هارفرد الأمريكية عام 2008م.
- وسام جوقة الشرف الوطني من الجمهورية الفرنسية عام 2023.[11]